# Michele Rigillo
Michele Rigillo (Rionero in Vulture, 28 gennaio 1879 – Parma, 28 ottobre 1958) è stato un poeta, storico e critico letterario italiano.

## Biografia
Rimasto presto orfano e incoraggiato da Giustino Fortunato, intraprese gli studi presso il seminario di Melfi, per iscriversi, in seguito, al Liceo Duni di Matera. Sin dall'età di 13 anni, fu collaboratore di giornali e riviste, pubblicando una serie di scritti in prosa. Frequentò i corsi universitari all'Università di Napoli e conseguì la laurea in lettere nel 1906. Iniziò ad esercitare la professione di insegnante a Cagliari, ottenendo poi la cattedra a Torino e  Genova.
Allo scoppio della prima guerra mondiale, nonostante l'età avanzata (36 anni), venne richiamato per prestare servizio come sottotenente e, terminato il conflitto, si trasferì a Parma, insegnando italiano e latino presso il locale Liceo Scientifico. L'attività letteraria di Rigillo ebbe il merito di aver contribuito a divulgare il patrimonio letterario e storico della Basilicata.
A lui si deve la traduzione in italiano della commedia elegiaca Paolino e Polla di Riccardo da Venosa, importante documento del teatro medievale in era federiciana. La sua lirica Fontana Maruccia, dedicata a Fortunato, ebbe una certa risonanza nel panorama poetico del tempo, tanto da essere apprezzata da Giosuè Carducci. Morì a Parma nel 1958. Nel 1959, il comune di Rionero in Vulture, con delibera dell'allora sindaco Ettore Lopes, gli intestò una strada della città.

## Opere fondamentali
- La flora medica del Vulture, Tip.Ercolani, Rionero (1894)
- Paolino e Polla: poemetto drammatico giocoso del XIII secolo di Riccardo da Venosa, Vecchi, Trani, (1906)
- Il Seicento e i pregiudizii sul seicentismo, Tip. dell'Unione sarda, Cagliari (1907)
- Folklore lucano, Vecchi, Trani (1907)
- L'assedio di Atella del 1494 in un poemetto eroico del ‘500, Vecchi, Trani (1907)
- La dominazione Spagnuola a Napoli, Stabilimento Tip. Piacentino, Piacenza (1926)
- Gnomologia dei Promessi sposi, Società tipografica editoriale porta, Piacenza (1929)
- Satire di Orazio, spunti di gnomologia oraziana, Istituto Meridionale di Cultura, Napoli (1937)